# イングランド・スコットランド後ずさり旅行
『イングランド・スコットランド後ずさり旅行』（イングランド・スコットランドあとずさりりょこう、原題 仏: Voyage en Angleterre et en Écosse ）は、ジュール・ヴェルヌの小説。1859年に書かれたが、1989年まで刊行されなかった。

## 概要
ジュール・ヴェルヌの最初期の作品で、『気球に乗って五週間』の前に1859年に 『イングランド・スコットランド旅行』（Voyage en Angleterre et en Écosse）として執筆されたものの、編集者であるジュール・エッツェルに却下されて長らくお蔵入りになっていた。1989年に 『イングランド・スコットランド後ずさり旅行』（Voyage à reculons en Angleterre et en Écosse）として出版された。
後年、SFを主体とするヴェルヌだが、当時はまだ路線を模索している過程だった。

## あらすじ
ジャックとジョナサンという2人のパリの出身者がイングランドとスコットランドを訪問する物語。

## 登場人物
- ジャック・ラバレット (Jacques Lavaret)
- ジョナサン・サヴォーナン (Jonathan Savournon)
- ダーウント氏 (Mr Daunt)